# Ramses al XI-lea
Ramses al XI-lea a domnit între anii 1107 î.Hr. - 1078 î.Hr. sau 1077 î.Hr. (a murit în 1070 î.Hr.). El a fost al zecelea și ultimul rege al dinastiei a XX-a a Egiptului din Noul Regat. A domnit în Egipt timp de cel puțin 29 ani, deși unii egiptologi cred că el a condus țara timp de 30 ani. 